# Favresse
Favresse település Franciaországban, Marne megyében. Lakosainak száma 219 fő (2022. január 1.). Favresse Brusson, Dompremy, Écriennes, Haussignémont, Plichancourt, Reims-la-Brûlée, Thiéblemont-Farémont és Vauclerc községekkel határos.

## Népesség
A település népességének változása:
| Lakosok száma | 176  | 178  | 179  | 178  | 216  | 223  | 224  | 222  | 222  | 219  |
|               | 1968 | 1982 | 1990 | 2006 | 2013 | 2015 | 2017 | 2019 | 2020 | 2022 |